# Christus Koning (Groningen)
Christus Koning is een beeld van Jan Eloy en zijn broer Leo Brom. Het staat op het R.K. Kerkhof aan de Hereweg in de stad Groningen.

## Achtergrond
In 1936 vierde de St. Martinusparochie in Groningen haar 100-jarig bestaan. De gebroeders Brom kregen de opdracht een beeld te maken, dat bij de Sint-Martinuskerk aan het Academieplein in de stad werd geplaatst. De onthulling vond plaats op zondag 11 oktober 1936.
In de tweede helft van de jaren zestig besloot de toenmalige pastoor Braakhuis het beeld te verwijderen. De strenge uitstraling van het beeld paste niet meer, bovendien was het geregeld een mikpunt van kattenkwaad, onder andere tijdens ontgroeningsrituelen van de Groninger studenten. Het beeld werd op 1 september 1967 van de sokkel verwijderd. Het zou aanvankelijk worden vernietigd, maar werd -na ingrijpen van de conservator van het Aartsbisschoppelijk Museum in Utrecht- in een kast achter het doopvont in de kerk opgeslagen. Op initiatief van de toenmalige opzichter van het R.K. Kerkhof, de heer Wilkens, kreeg het een plaatsje aan de noordzijde van de kapel op de begraafplaats. Aan de voet van het beeld liggen twee bisschoppen van Groningen begraven: Petrus Nierman en Bernard Möller. De Martinuskerk werd in 1982 gesloopt, in 1987 werd op deze plaats de Universiteitsbibliotheek geopend.

## Beschrijving
Het beeld stelt voor een zittende Christus, als Koning gekroond, in gedrapeerd gewaad, hij houdt zijn rechterhand zegenend opgeheven. Het drie meter hoge beeld werd gemaakt van koper, waarover een kunstmatige patina werd aangebracht. Het beeld stond bij de noordgevel van de Martinuskerk op een hardstenen sokkel, op het Kerkhof werd het aanvankelijk op de grond geplaatst.
In de oorlogsjaren liep het beeld acht kogelgaten op, waaronder een in de linkerhand. Bij de herplaatsing van het beeld op het Kerkhof werd de scepter, die Christus in zijn linkerhand had, gestolen.
In 2013 is het beeld gerestaureerd; Christus kreeg daarbij een nieuwe scepter en het beeld een nieuwe sokkel. 
De kogelgaten uit 1944 zijn nog steeds zichtbaar.

## Galerij

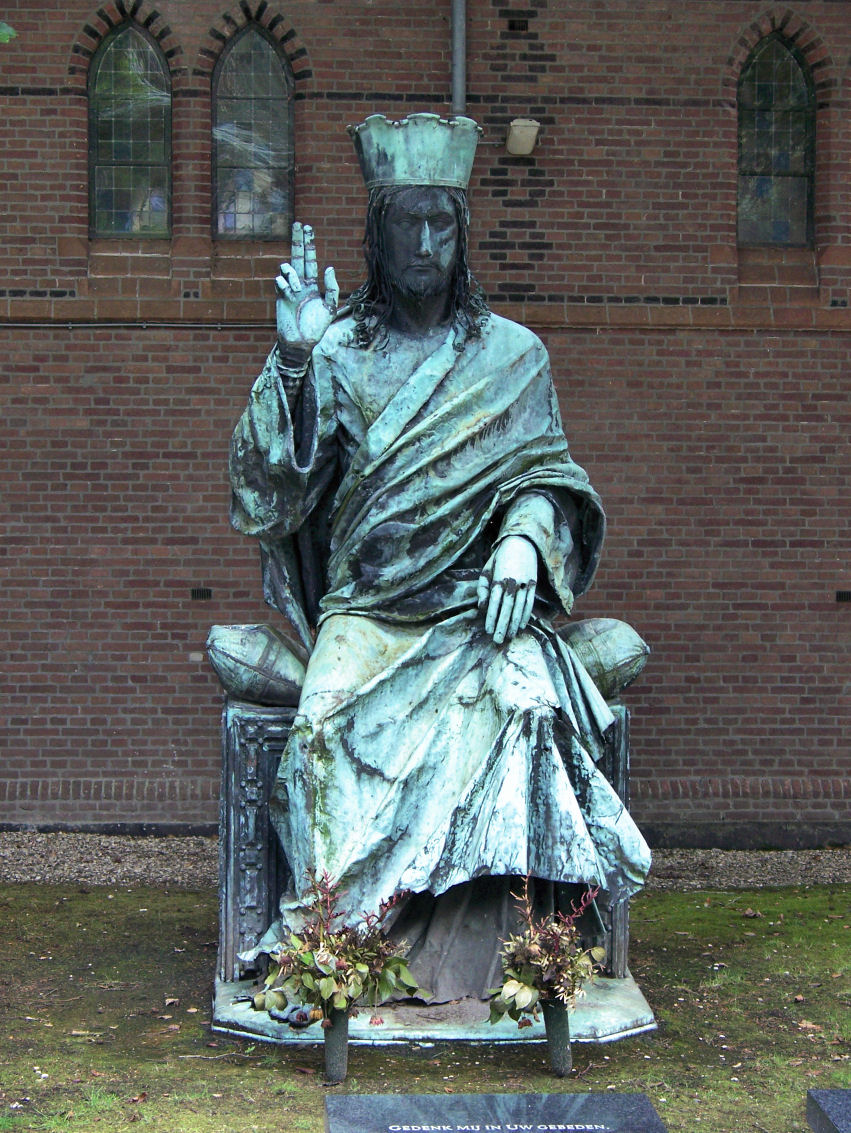
Het beeld voor restauratie
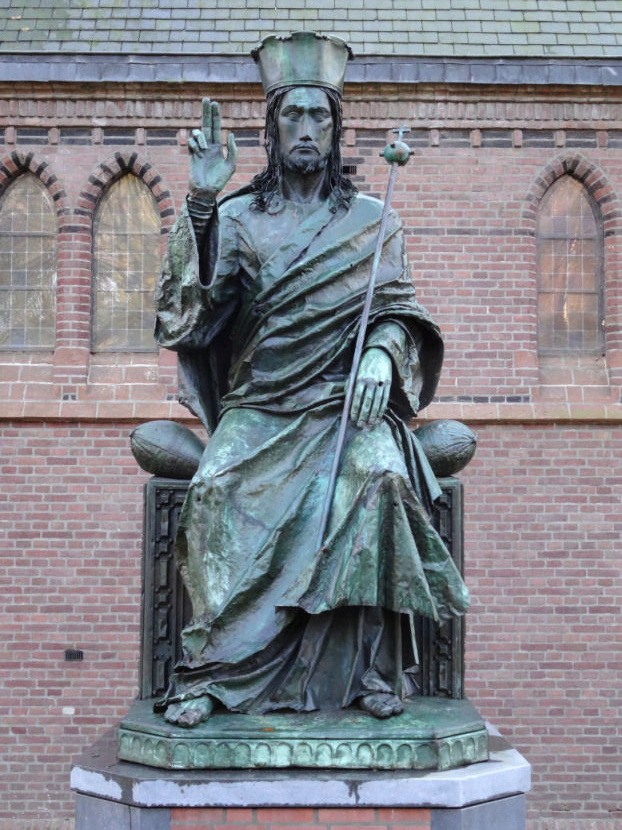
Het beeld na restauratie
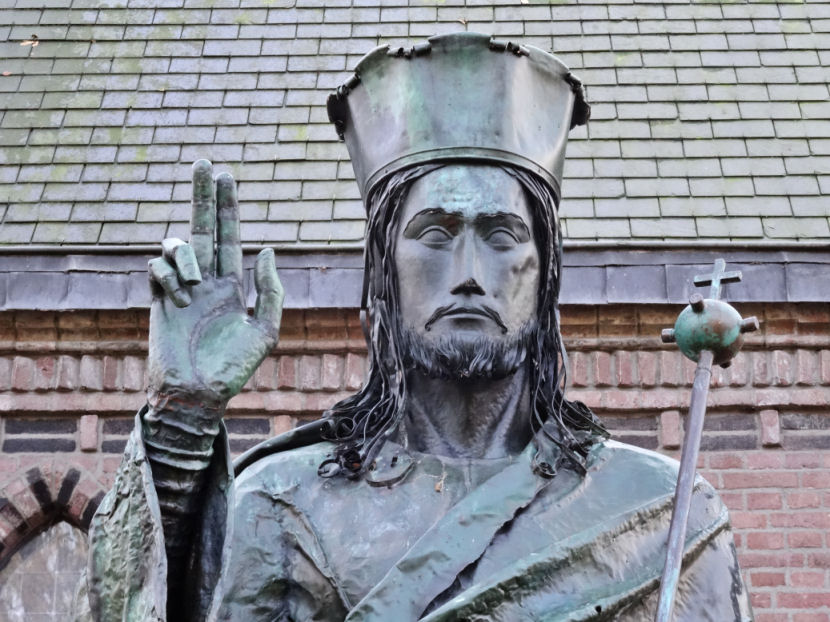
Detail
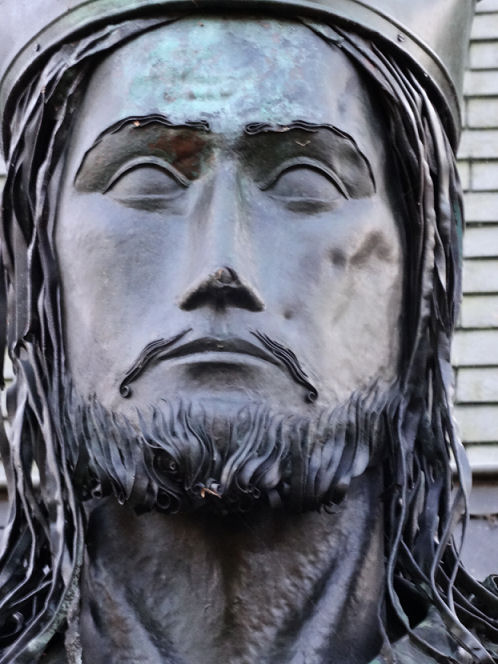
Detail